# (9996) ANS
(9996) ANS (9070 P-L) – planetoida z pasa głównego asteroid okrążająca Słońce w ciągu 4 lat i 249 dni w średniej odległości 2,8 j.a. Została odkryta 17 października 1960 roku w Palomar przez Cornelisa van Houtena i Ingrid van Houten-Groeneveld.
Nazwa planetoidy pochodzi od Astronomical Netherlands Satellite - pierwszego holenderskiego sztucznego satelity, wystrzelonego 30 sierpnia 1974. Przez 20 miesięcy obserwował niebo w zakresie promieniowania X i ultrafioletu.